# 士景伯
士景伯（？—？），即士弥牟，中国春秋时期晋国的大夫。
前529年，鲁昭公聘问晋国，被士景伯劝回。前528年，他到楚国，叔鱼摄理。前519年，鲁国攻打邾国，晋国执政韩起就把出使晋国的叔孙婼和子服回扣留了。韩起想让和邾国大夫辩论。叔孙婼说，列国的卿相当于小国的国君，自己不能去和邾国大夫辩论。要去也是子服回去。韩起想把叔孙婼和子服回交给邾国，被士弥牟劝阻。第二年，晋国释放叔孙婼和子服回，士弥牟送回叔孙婼。三月，晋国派士景伯到王室调查王子朝之乱的始末。
前517年，与诸侯会盟，商议周王室的王子朝之乱。宋国乐大心不想输粟，说宋国是周朝的客人。士弥牟说历次会盟宋国都表示同恤王室。前514年，灭祁氏、羊舌氏，士弥牟为邬大夫。前512年，晋顷公去世，郑国游吉吊丧，魏献子派士景伯诘问游吉，为何没有像晋悼公去世时，子西（驷夏）吊丧、子蟜（游虿，游吉之父）送葬。前510年，士景伯增筑成周的城墙，前509年三月十六日，夯土工作开始，宋国仲几不接受工程任务，役使滕国、薛国、郳国。薛国控诉。士弥牟说：“我国的中军将士鞅刚执政，对往事不很熟悉，您姑且接受工程任务，我去查看一下旧档案。”仲几说：“即使您忘了，盟约时所告诉的山川鬼神难道会忘记吗？”士弥牟大怒，对韩不信说仲几用鬼神来向晋国施加压力，于是就抓仲几回国。修城三旬完毕。